# Disiliciure de dirhodium et d'ytterbium
Le disiliciure de dirhodium et d'ytterbium, de formule YbRh2Si2, est un alliage d'ytterbium, de rhodium et de silicium. À l'état solide, c'est un fermion lourd qui devient supraconducteur quand il est refroidi à environ 2 millikelvins (−273,148 °C). Juste au-dessus de cette température, sa capacité thermique est très élevée et les électrons semblent être environ un million de fois plus lourds qu'en réalité. Sa température de Néel est de 70 millikelvins (−273,08 °C).
YbRh2Si2 cristallise dans la structure tétragonale du type de ThCr2Si2 - groupe d'espace : I4/mmm (no 139), avec a = 400,7 pm. Il est possible d'en obtenir d'excellents monocristaux, c'est-à-dire avec très peu de défauts.